# Somatochlora hineana
Somatochlora hineana är en trollsländeart som beskrevs av Williamson 1931. Somatochlora hineana ingår i släktet glanstrollsländor, och familjen skimmertrollsländor. IUCN kategoriserar arten globalt som nära hotad. Inga underarter finns listade i Catalogue of Life.

## Bildgalleri

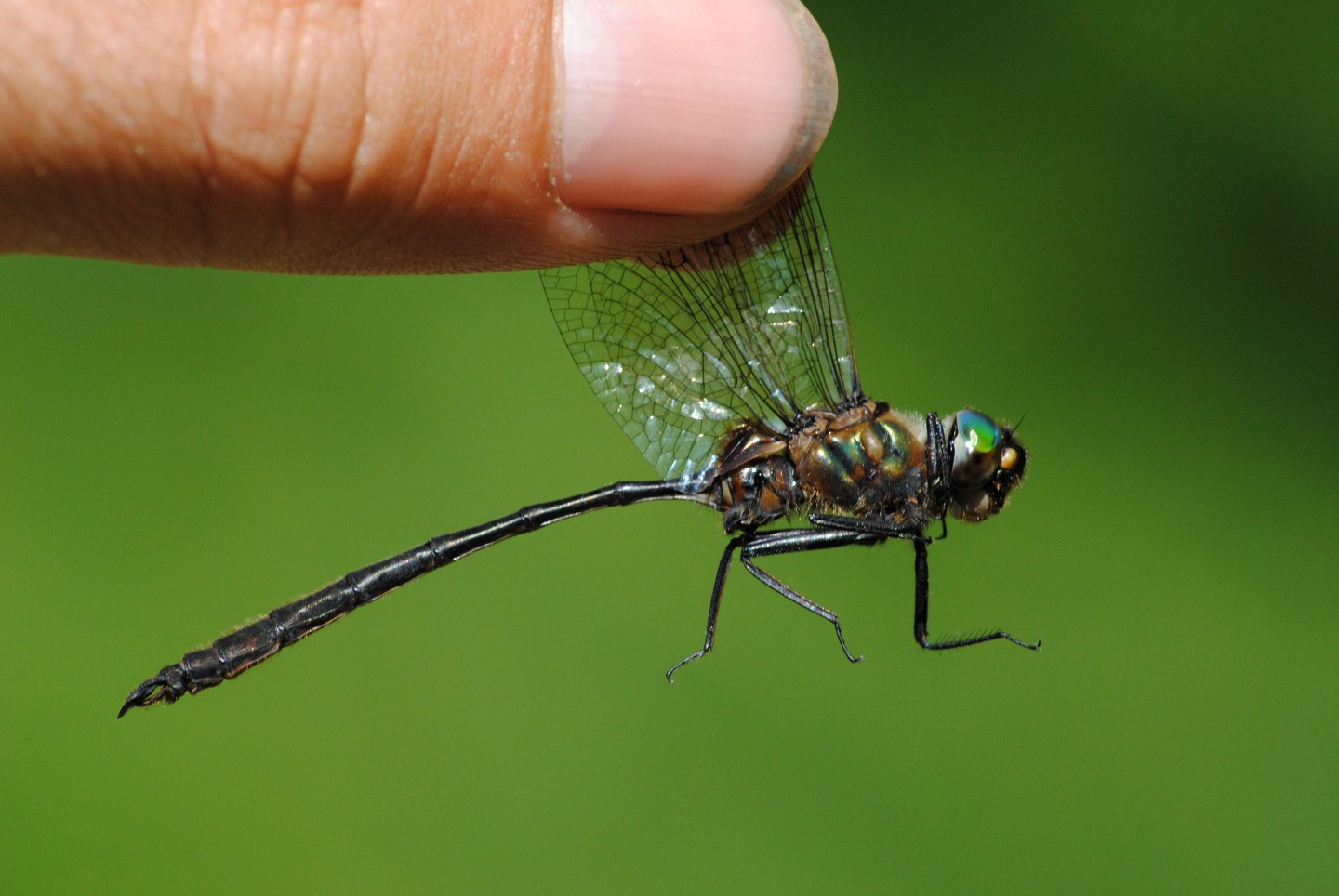
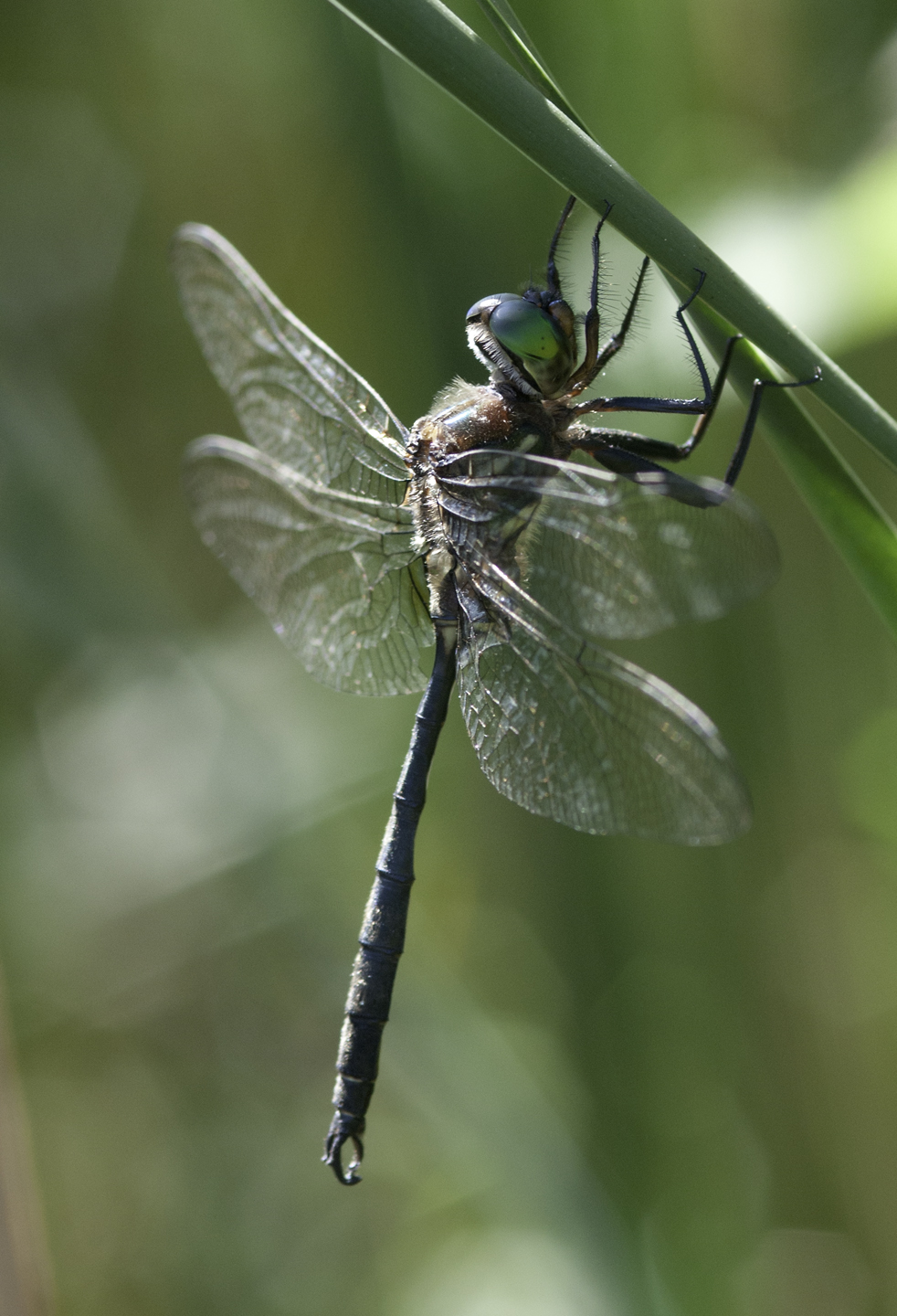